# Distretto di Darende
Il distretto di Darende (in turco Darende ilçesi) è uno dei distretti della provincia di Malatya, in Turchia.